# I-52
I-52 — підводний човен Імперського флоту Японії, який брав участь у Другій світовій війні.

## Початок історії корабля
Корабель, який спорудили на верфі ВМФ у Куре, став першим у типі C Modified (він же клас I-52). Представники останнього мали розміри та водотоннажність майже такі самі, як і в типу С, проте суттєво слабші дизелі та електромотори, що знайшло відображення у зменшенні швидкості ходу (зате дальність автономного плавання типу C Modified зросла в півтора раза). Що стосується озброєння, новий тип отримав на два торпедні апарати менше, але на ньому встановили другу гармату головного калібру.
Вже після завершення, у лютому 1944-го, підводний човен отримав нетипову модифікацію озброєння, за якою кормову палубну гармату замінили на дві спарені 25-мм зенітні установки.

## Похід до Європи
10―21 березня 1944-го I-52 пройшов з Куре до Сінгапура в межах операції «Янагі» (рейси між Японією та Німеччиною з метою перевезення окремих дефіцитних видів матеріальних ресурсів, обміну технічною інформацією і зразками озброєння). В Японії на борт прийняли 14 інженерів та 2 тонни золота, а в Сінгапурі в сухому доці на кораблі змогли додатково розмістити ще 303 тонни вантажу — олова, вольфраму, натуральної гуми, молібдену, хініну, опію та кофеїну.
23 квітня 1944-го I-52 полишив Сінгапур, 15 травня обігнув південне завершення Африки, а 22 червня за півтори тисячі кілометрів на захід від островів Кабо-Верде зустрівся з німецьким човном U-530, з якого перейшли три офіцери, що мали допомагати в подоланні останньої та найбільш небезпечної ділянки шляху.
Тим часом союзники вже перехопили та дешифрували кілька повідомлень, які детально описували перехід І-52, а тому для боротьби з ним із Касабланки вийшов загін надводних кораблів, сформований навколо ескортного авіаносця «Боуг». Незадовго до завершення 23 червня 1944-го літак з цього авіаносця встановив радарний контакт із І-52, потім освітив її та скинув дві глибинні бомби, проте човен встиг екстрено зануритись. Втім, літак застосував гідроакустичні буї та невдовзі відновив контакт, що дозволило застосувати протичовнову торпеду. Дещо більш ніж за годину після початку бою (вже настало 24 червня) прибув другий літак, який також скинув гідроакустичні буї, встановив контакт із пошкодженою субмариною та застосував протичовнову торпеду, яка призвела до загибелі І-52 разом з усіма 112 особами, що перебували на борту. Згодом на місці бою виявили численні уламки та змогли виловити близько тонни натурального каучуку.
Невдалий похід І-52 став останнім у межах операції «Янагі». Човен мав доправити до Японії зразки акустичної торпеди Т-5, авіаційного двигуна Jumo 213-A, радарів, підшипників, бомбардувальних прицілів, а також технічну документацію, оптичне скло та 0,45 тонни оксиду урану.